# 富山地方鉄道16010形電車
富山地方鉄道16010形電車（とやまちほうてつどう16010がたでんしゃ）は、富山地方鉄道（地鉄）に在籍する電車。
保有する車両の冷房化率向上、ならびに老朽化した従来車の代替を目的として、元西武5000系電車「レッドアロー」のうち、5501・5507編成を1995年（平成7年）から1996年（平成8年）にかけて譲り受けたものである。

## 導入の経緯
地鉄では、1979年（昭和54年）の14760形導入以来、車両の冷房化を進めており、10020形・14720形・14780形の冷房改造を進める一方で、京阪3000系の車体を購入した10030形によって旧形式車両を置き換えており、1995年（平成7年）1月時点では鉄道線の旅客車両51両のうち47両が冷房装備となった。軌道線では既に1993年（平成5年）に全車両の冷房化を完了しており、残る4両の非冷房車も置き換えが必要であったが、既に京阪3000系の車体は購入できない状態であったため、新たに他社の車両から購入可能な車両を探すことになった。
折りしも西武鉄道の5000系が廃車となる時期で、地鉄関係者が実車を調査した結果、観光列車としてのサービス水準を満たし、通勤輸送も地鉄程度の輸送人員であれば対応可能という判断が下され、状態も良好であったことから、1995年（平成7年）1月に西武5000系の購入が決定された。ただし、西武では5000系の台車・主要機器を同社10000系新製に際して転用することが決定しており、車体と一部の機器以外の譲渡は不可能であったため、地鉄では車体のみを購入し、主要機器は他社からの譲渡や新製でまかなうこととし、導入に伴う各種改造は地鉄稲荷町工場（現・稲荷町テクニカルセンター）において行われることになった。
導入に際し、年7月の観光客輸送に間に合わせるため、さまざまな準備が行なわれた。
通常、西武で廃車になった車両が他社へ売却される際には、所沢工場において整備し、輸送の手配も西武側で手配するのが通例であったが、西武5000系の譲渡に際しては、西武は使用する機器を外しただけの状態で手を加えないまま地鉄に引き渡されることになり、輸送手配についても地鉄が行うこととなった。実際の輸送については、半年以上前に申し込みが必要な甲種車両輸送では間に合わないため、トレーラーによる道路輸送が手配された。これと並行して、主要機器の手配も進められた。
同年3月22日付で廃車となった3両は翌4月、3回に分けてトレーラーによって輸送された。この年に輸送された3両では輸送ルートを関越・北陸自動車道経由として、所沢工場から搬出された翌日朝には南富山駅構内に搬入され、いずれも到着したその日のうちに稲荷町工場に収容された。
稲荷町工場では、本車両の改造の工程を捻出するため、在来車の定期検査を前倒しで行い、本車両の改造の時期に他車の定期検査などが重なることを回避したほか、重整備を担当する部門だけではなく、日常点検を担当する部門からも人員を確保した。
こうして、西武鉄道の廃車後わずか4ヵ月弱で、地鉄の車両として登場したのが16010形である。西武5000系は西武在籍当時は6両編成であったが、そのうち1・5・6号車に相当するクハ5500形（奇・偶）ならびにモハ5050形（偶）が譲渡対象となり、地鉄ではモハ16011形(Mc)-モハ16012形(M')-クハ110形(Tc)からなる3両編成に組み替えられた。

## 車体
外観上の変化は前面の西武鉄道社紋が取り外され、前面向かって左側窓内側に種別・行先表示幕が新設された程度に留まり、その他は車体塗装を含めて車内外とも概ね西武在籍当時の原形を保っている。
両先頭車後位側にトイレ、車内販売準備室が設けられていたが、前者は汚物処理設備がないため使用不可であり、後者も使用しないため、第1編成では使用停止措置が取られた。
第2編成では同設備を撤去した上で既存の側面窓と同一形状の窓を増設し、つり革を新設して立席スペース化されている。なお第1編成においても後年の改造で第2編成と揃えられている。
その他細かい部分では、暖房機能の強化や各車妻面に設置の換気扇ダクトにカバーを設置するなどの寒冷地対策改造が行われた。
なお、導入当初はワンマン運転関連の機器を搭載せず、運用時は常時車掌が乗務する形となっていた。

## 主要機器

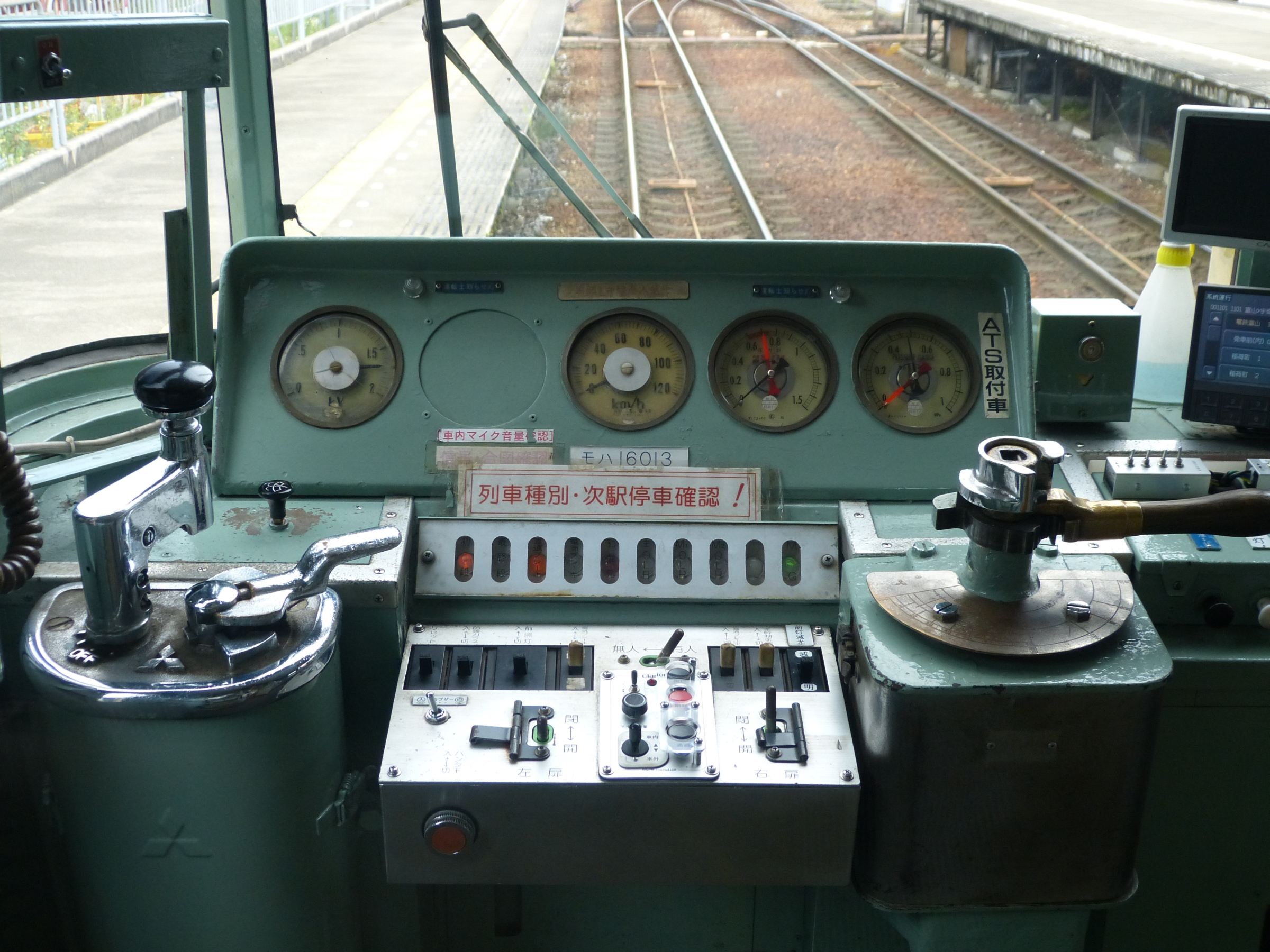
16013 運転台

前述の通り、主要機器は他社より譲渡を受けたものを新たに搭載したため、西武在籍当時とは仕様が全く異なる。また、導入に際しては旧クハ5500形奇数車を電動車化し、2M1T編成を構成している。

### 主制御器
国鉄制式機種のCS15Fをモハ16011形に1台搭載する。1台の制御器で主電動機8基を制御する1C8M方式の電動カム軸式制御器で、JR九州の485系電車からの廃車発生品を流用したものである。
同機種は停止用発電制動のほか抑速発電制動機能を有するが、地鉄線内では不要であることに加え、使用される主幹制御器（マスコン・京急1000形電車の廃車発生品）に同機能が備わっていないためカットされた。
主抵抗器については新製された。

### 主電動機・台車
国鉄制式機種であるMT54直巻電動機（120kW）と、DT32E・TR69E空気ばね台車を使用している。こちらも485系電車の廃車発生品である。
第1編成では大小歯車（ギヤボックス）もそのまま流用し、歯車比は国鉄特急型車両と同一の3.50 (77:22) となったが、第2編成では国鉄近郊型車両と同一の4.82 (82:17) に変更された。
また第1編成においても後年の改造で第2編成と揃えられている。

### 制動装置
発電制動併用電磁直通ブレーキ (HSC-D) を採用。
床下に搭載される制動装置本体は帝都高速度交通営団（現・東京地下鉄）3000系電車の廃車発生品を、運転台ブレーキ弁は京急1000形電車の廃車発生品をそれぞれ流用している。

### 集電装置
東洋電機製造製の菱形パンタグラフ（PT4307S-B-M）が新製された。モハ16011形の連結面寄りに1基搭載する。
種車である旧クハ5500形奇数車は西武在籍当時はパンタグラフを搭載していないため、搭載に際して各種配線のほかパンタグラフ台座、ランボードなどの付帯機器も新設された。

### 補助電源装置
西武在籍当時からの装備品であるHG-584-I電動発電機をモハ16012形に搭載する。なお後年の改造によりSIV（NC-FAT190A）へ更新された。

### その他補機
電動空気圧縮機はC-2000M（2,000l/min）をモハ16012形、クハ110形に1基ずつ搭載する。東京都交通局（都営地下鉄）5000形電車の廃車発生品であるとされる。
全車の屋根上に搭載される冷房装置（FTUR-375-203C集中式冷房装置）は西武在籍当時からの装備品である。

## 導入後の変遷
第1編成は1995年（平成7年）7月に、第2編成は翌1996年（平成8年）4月にそれぞれ竣功し、「アルペン特急」「うなづき」運用など、主に優等列車運用に充当されたほか、普通列車運用にも充当された。以下、導入後に施工された主な改造項目ならびに変遷について述べる。

### 第1編成の改造
前述のように第1編成と第2編成では歯車比ならびに客室設備が異なっていたが、国鉄特急型車両と同一の加速特性では起動加速性能に問題が生じたことや、デッドスペースの存在がラッシュ時の運用において難を来たしたことから、1996年（平成8年）7月に第1編成について歯車比の4.82への変更ならびにデッドスペースの立席化といった再改造が行われ、両編成とも同一仕様となった。

### 編成短縮・ワンマン化

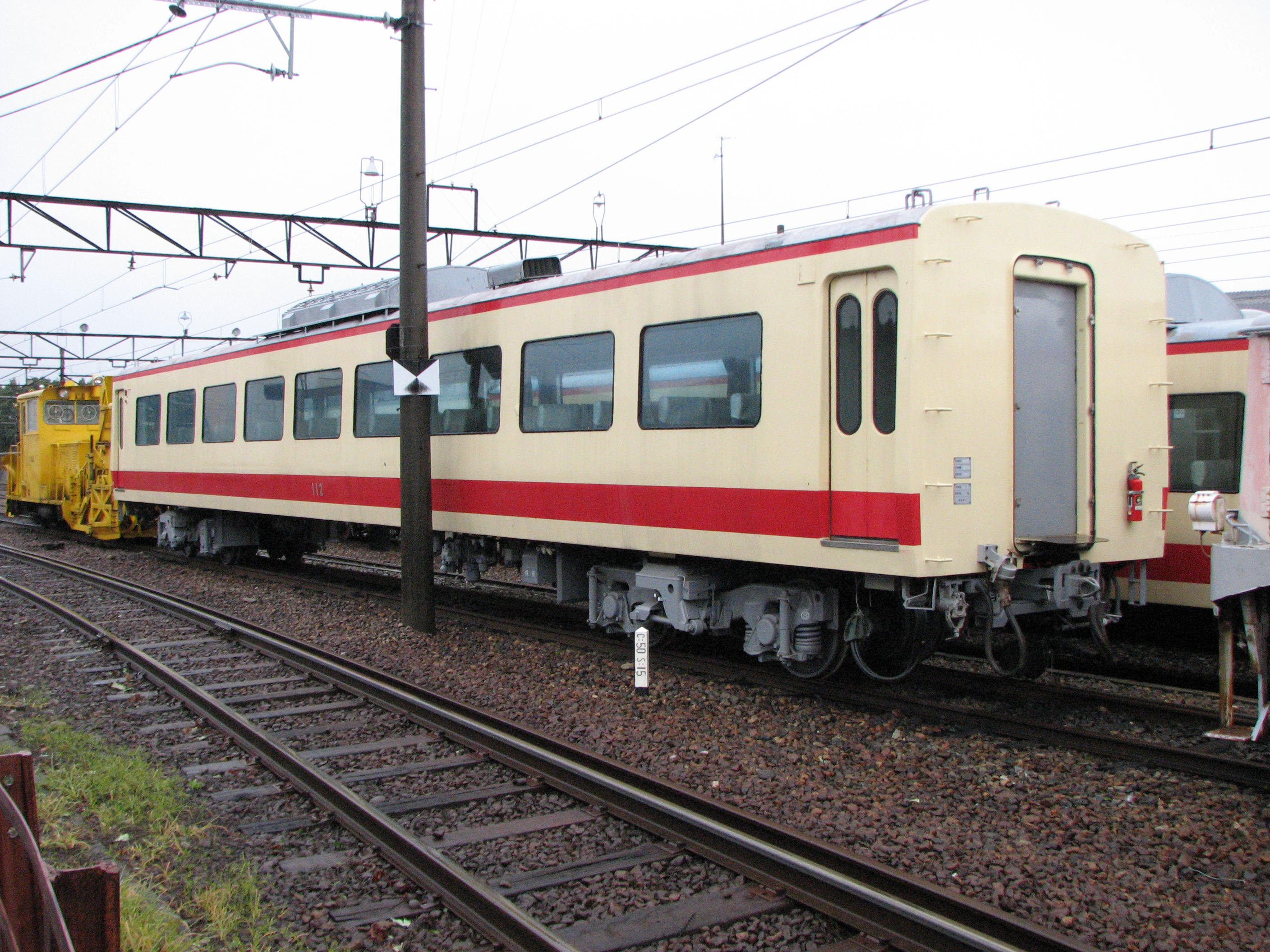
クハ112（2代・元モハ16014初代、アルプスエキスプレス改造前）

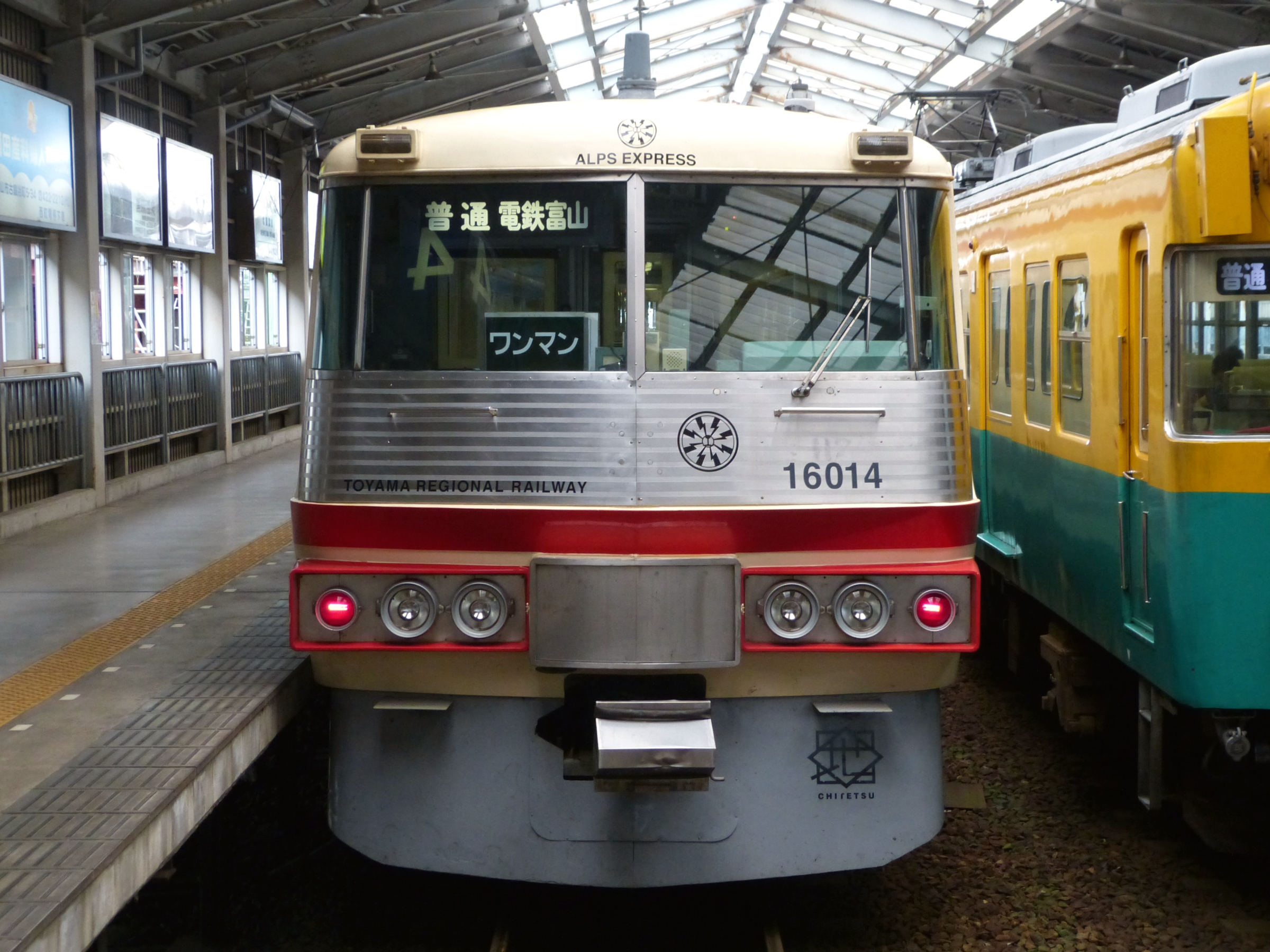
改番前の「112」の跡がかすかに残るモハ16014

沿線人口減少に伴う利用客減少といった地方私鉄を取り巻く情勢の厳しさは地鉄においても同様であり、在籍する車両のワンマン運転対応化といった合理化対策に追われていた。本形式もまたその例外とはならず、また同時に運用効率適正化を目的として、2両編成化改造が実施されることとなった。
ワンマン化関連では、ワンマン運転に対応する各種機器の追設が行われたほか、車内乗務員室仕切り後部に料金箱ならびに運賃表が新設された。また、車内デッキ部分の開閉扉が撤去され、デッキ部分の仕切りそのものも大幅に縮小されている。また、前面窓内側には電照式の「ワンマン」表示が追加された。
編成短縮に際しては、本形式の制御方式が1C8M制御であることに加えて、MGを中間車に搭載することから、単純に中間車を抜き取ると走行不可能となるため、中間電動車モハ16012形の機器と制御車クハ110形の機器を入れ替えるという大掛かりな形で改造が実施された。改造後は旧モハ16012形が中間付随車クハ110形に、旧クハ110形が制御電動車モハ16012形となり、機器のみならず車両番号（車番）についても相互に入れ替えられる形となった。なお、付随車クハ110形は本来制御車の識別記号である「クハ」を称しているものの、実態は付随車「サハ」となる。
編成から外されたクハ110形については多客時の増結用車両として扱われることとなったため、MM'ユニット間の引き通し線が新設されたほか、編成組替時の作業を考慮して、各車の連結面側連結器を密着連結器に交換している。
同改造の竣工は第2編成が2005年（平成17年）3月に、第1編成が翌2006年（平成18年）4月となる。

### 2両編成化以降の動向
編成短縮後も引き続き優等・普通運用を問わず幅広く運用されている。
一方、付随車クハ110形については、増結作業に手間が掛かることから編成短縮化後は運用機会が激減した。2010年（平成22年）10月9日には第1編成にクハ112を増結し、久方ぶりに3両編成での運用が実施されたものの、同月16日の運用を最後にクハ110形は一旦全車とも運用を離脱した。
その後クハ112は後述する観光列車への改造を受けたが、クハ111は運用に復帰することなく2016年2月付けで廃車となった。稲荷町テクニカルセンターにしばらく留置された後、日本総合リサイクル（富山県高岡市）へ解体の為陸送された。
2020年10月に富山地鉄は、西武鉄道から10000系(2代目レッドアロー)を購入した。この10000系は、足回りが5000系のものを流用しているため、25年ぶりに車体と足回りが異なる形で再会することになった。

### 観光列車「アルプスエキスプレス」化改造

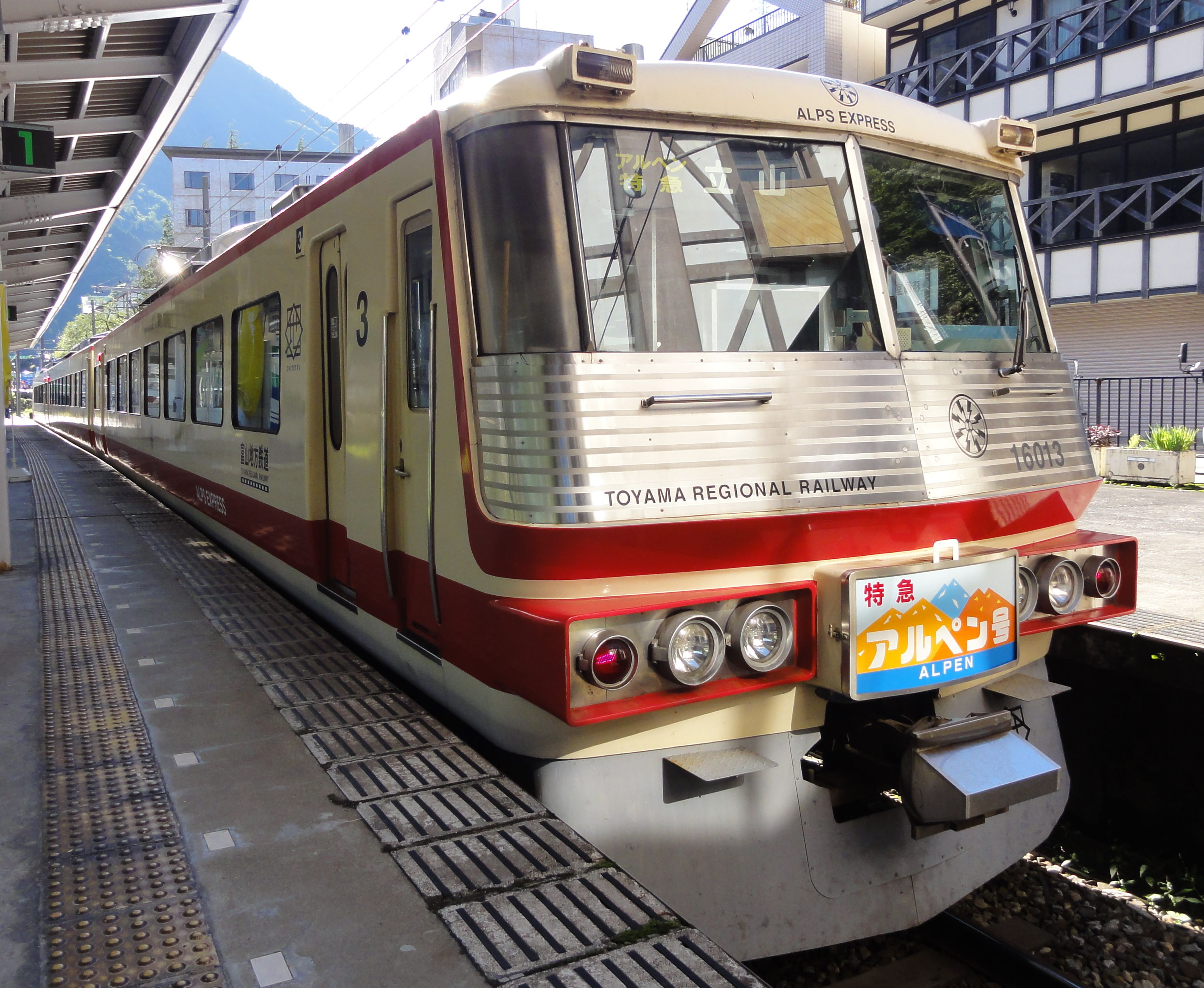
アルプスエキスプレス用編成で運転される「アルペン」（3両編成時）

2011年（平成23年）12月に、第2編成が内外装のリニューアル改造を施工され、観光列車「アルプスエキスプレス」専用編成となった。同年12月22日には「アルプスエキスプレス」竣功を記念して電鉄富山駅2番ホームにおいて発車式が実施され、内外装のデザインを担当した水戸岡鋭治や植出耕一富山県副知事らが出席した。
改造に際しては中間付随車クハ112を再び編成に組み込んで3両編成とし、外装については塗装はそのままに特製ロゴが車体各部へ追加され、内装には木製素材を多用して温かみのある空間を演出した。特にクハ112（2号車）については、ソファー、子供用ハイデッキシート、コンパートメントシート、外向きテーブル付きシートを設置し、飲食販売コーナーも設けるなど、大幅な改装が施工された。改装に伴い、座席数が変更され、モハ16014・16013（1・3号車）が60から50に、クハ112（2号車）が72から40にそれぞれ減少している。なお、デザインモチーフには地鉄が舞台となった映画『RAILWAYS 愛を伝えられない大人たちへ』の世界観も込められたという。
観光列車としての運行は土日祝日のみ実施され、2号車への乗車には座席指定券220円（2014年4月1日現在）が必要となる。扉が車端部にあるため、3両編成での運転時は最後部の扉がホームに掛からないケースがあり、その際は車掌により最後部の扉のみドアカットする対応がとられる。
平日はクハ112（2号車）を外してモハ16014・16013（1・3号車）のみの2両編成とし、通常の列車として運行する。
運転ダイヤは、2019年12月11日から2020年4月14日のダイヤでは本線で下り1本、上り2本が特急として運行されている。なお、「アルプスエキスプレス」編成は1本のみであることから、当該編成が貸切・企画列車として運行された場合、観光列車運用は一般車両が代走する。
2015年に車体のリニューアルが行われ、モハ16014（1号車）の後位側にトイレが設置された。なおそれにより当該箇所の窓は塞がれている。
前述の通り、西武時代には同じ位置に和式トイレが設置されており、譲渡時の改造で撤去されていた。今回の改造で、地鉄入線後19年振りにトイレが復活したこととなる。また西武時代のトイレも改造により設置されていたため、2度目のトイレ設置改造となった。

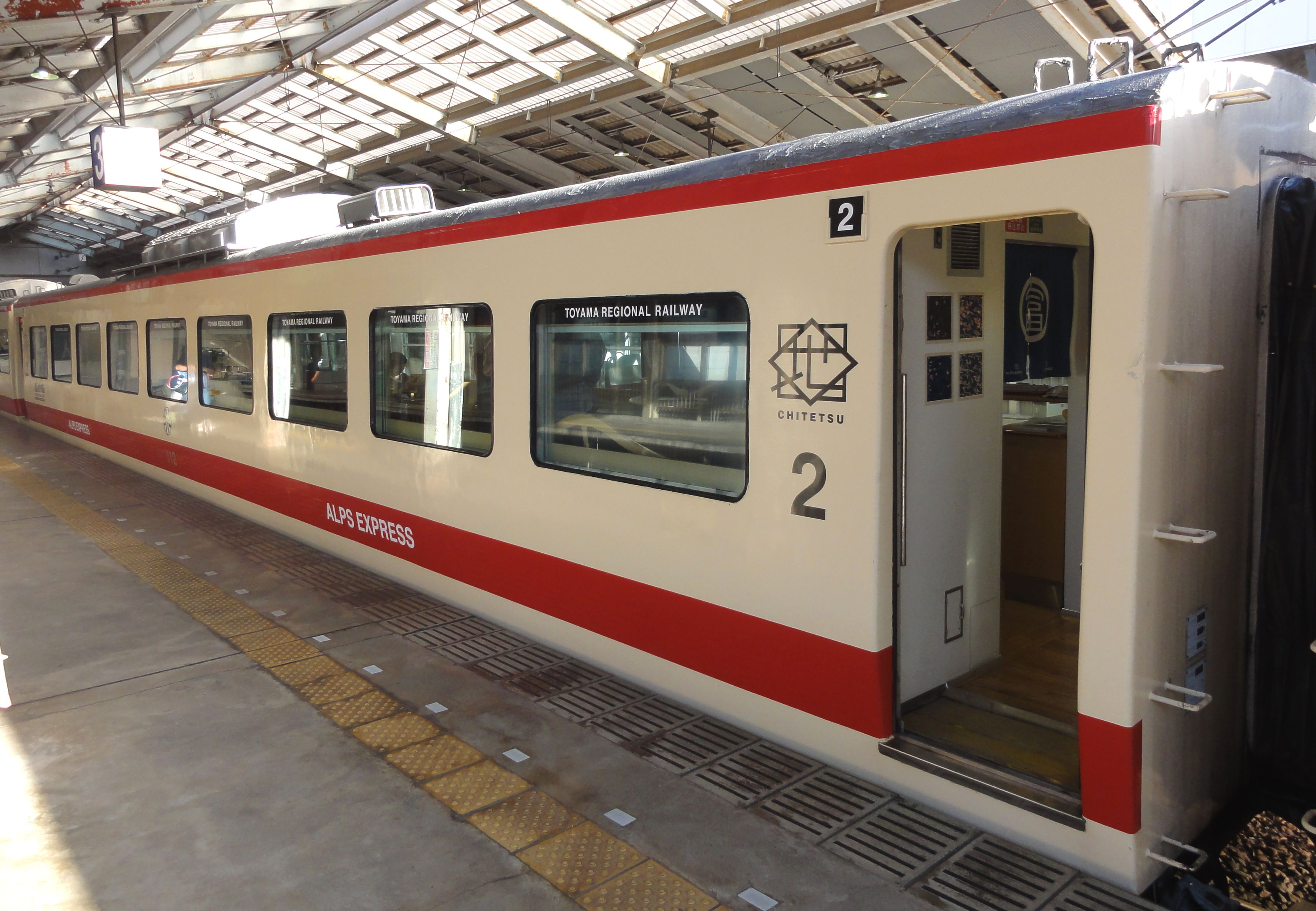
2号車 クハ112
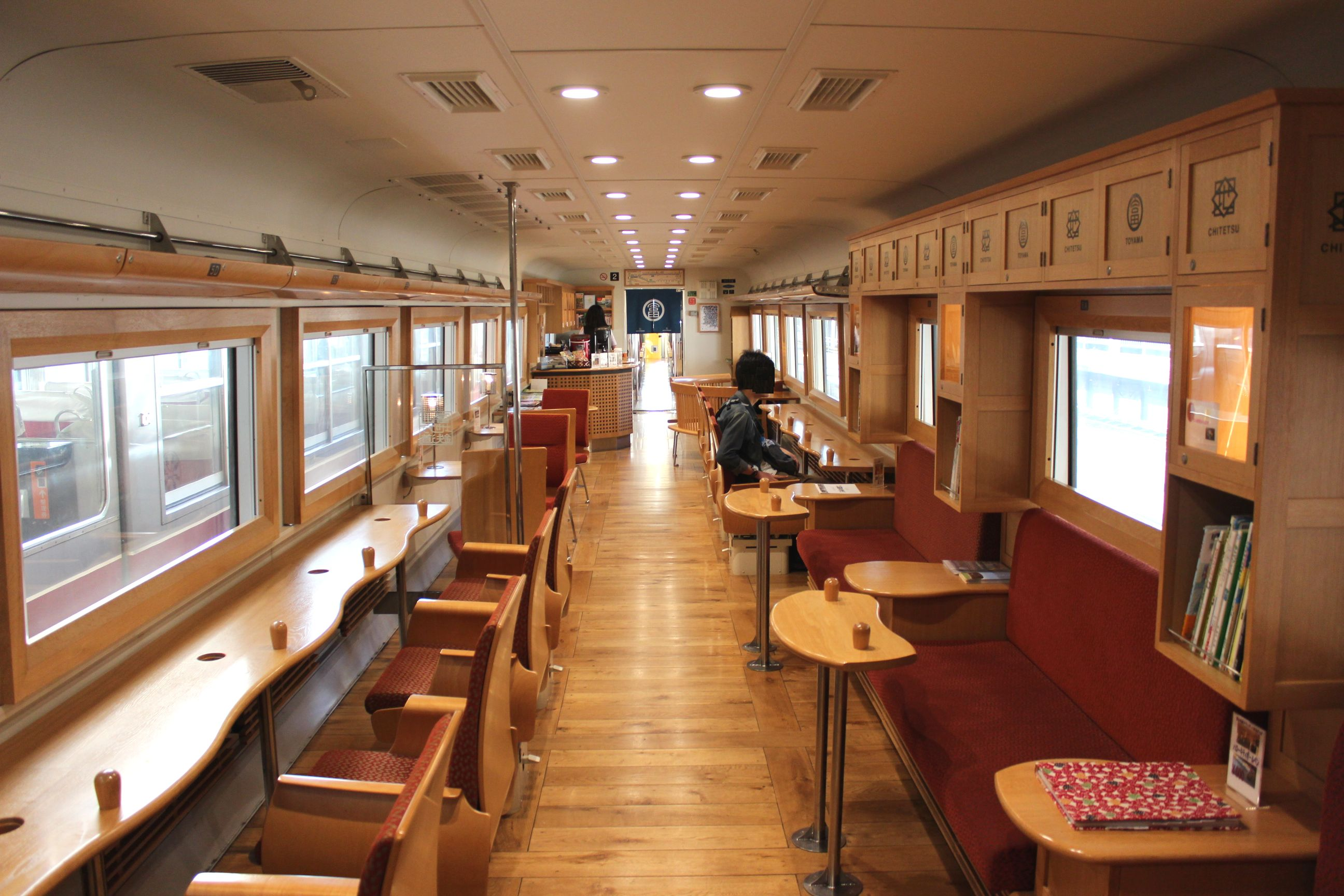
クハ112車内
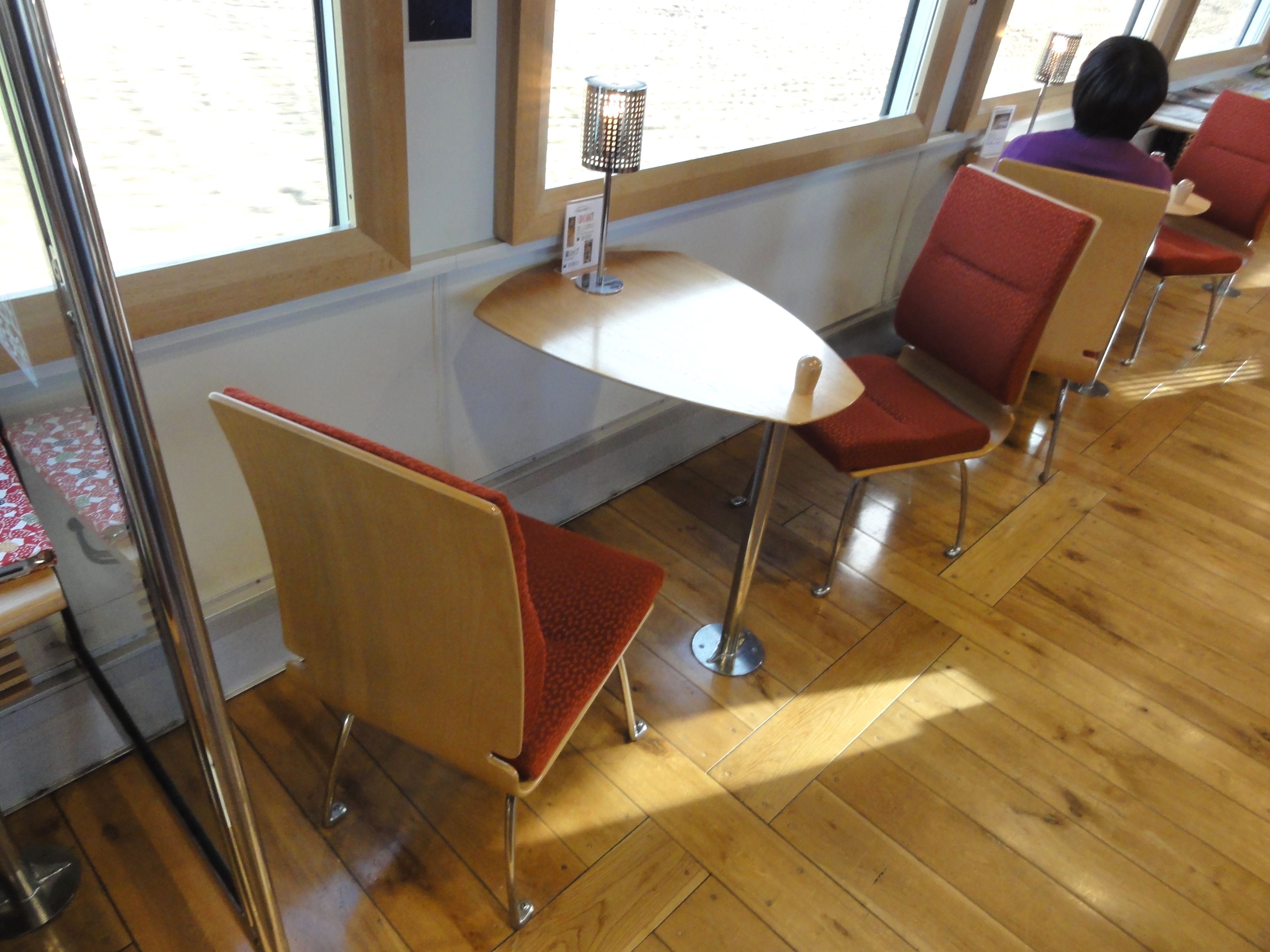
カップルシート
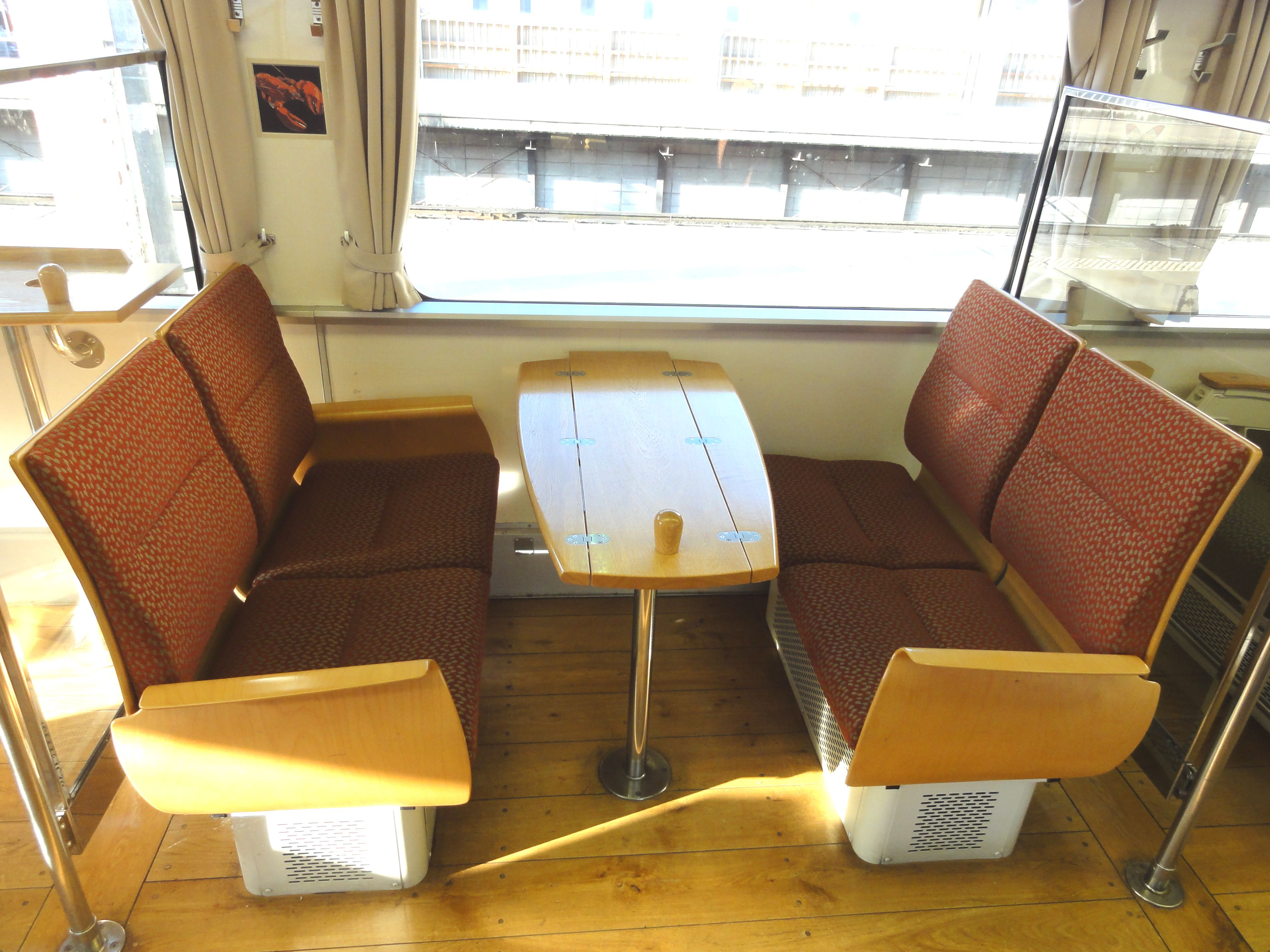
コンパートメントシート

## 車歴
車体基準の車歴表を以下に示す。
| 編成呼称 | 西武時代 | 西武時代 | 西武時代 | 西武時代   | 地鉄譲渡（3両固定編成） | 地鉄譲渡（3両固定編成） | 地鉄譲渡（3両固定編成） | 地鉄譲渡（3両固定編成） | 2両編成対応化（太字部分が変更） | 2両編成対応化（太字部分が変更） | 2両編成対応化（太字部分が変更） | 備考              |
| 編成呼称 | 号車     | 車番     | 製造年月 | 製造所     | 号車                    | 型式                    | 車番                    | 譲渡年月                | 改造後型式                      | 改造後車番                      | 竣功年月                        | 備考              |
| 第1編成  | 6        | クハ5502 | 1969.9   | 日立製作所 | 1                       | クハ110形               | クハ111 (I)             | 1995.7                  | モハ16012形                     | モハ16012 (II)                  | 2006.3                          |                   |
| 第1編成  | 5        | モハ5052 | 1974.3   | 西武所沢   | 2                       | モハ16012形             | モハ16012 (I)           | 1995.7                  | クハ110形                       | クハ111 (II)                    | 2006.3                          | 2016.2廃車        |
| 第1編成  | 1        | クハ5501 | 1969.9   | 日立製作所 | 3                       | モハ16011形             | モハ16011               | 1995.7                  | モハ16011形                     | モハ16011                       | 2006.3                          |                   |
| 第2編成  | 6        | クハ5508 | 1970.3   | 西武所沢   | 1                       | クハ110形               | クハ112 (I)             | 1996.4                  | モハ16012形                     | モハ16014 (II)                  | 2005.4                          | 2011.12観光列車化 |
| 第2編成  | 5        | モハ5058 | 1974.5   | 西武所沢   | 2                       | モハ16012形             | モハ16014 (I)           | 1996.4                  | クハ110形                       | クハ112 (II)                    | 2005.4                          | 2011.12観光列車化 |
| 第2編成  | 1        | クハ5507 | 1970.3   | 西武所沢   | 3                       | モハ16011形             | モハ16013               | 1996.4                  | モハ16011形                     | モハ16013                       | 2005.4                          | 2011.12観光列車化 |

- 表内では便宜上、クハ111 (II)は第一編成の車両、クハ112 (II)は第二編成の車両としているが、実際の運用では第一編成にクハ112 (II)を組み込むような例もみられた[注 1]。